# María Victoria
María Victoria Gutiérrez Cervantes (Guadalajara, Jalisco, 26 de febrero de 1927) es una actriz, cantante y comediante mexicana. 
Es recordada por interpretar al personaje de «Inocencia de la Concepción de Lourdes Escarabarzaleta de la Barquera y Dávalos Pandeada Derecha» como parte de la franquicia de La criada bien criada. Dentro de la música, se especializó en los géneros de bolero y pop.

## Biografía y carrera

### Primeros años
María Victoria Gutiérrez Cervantes nació el 26 de febrero de 1927 en Guadalajara, Jalisco, México, siendo hija de Leovigildo Gutiérrez Peña, un sastre dedicado al diseño de ropa para hombre, y Maura Cervantes Prieto, una ama de casa. Tuvo cinco hermanos, de entre los cuales ella era la menor y cuyos nombres eran Julio, Martín, José, Esperanza y Elvira, pero se desconoce quiénes fueron del primer matrimonio de su mamá y quiénes del segundo, ya que esta llegó a casarse en dos ocasiones después de quedar viuda. Debido a los constantes cambios de residencia que tenían, solamente logró estudiar hasta el primer año de educación primaria y pasó la mayor parte de su niñez transportándose en tren entre Ciudad de México y Guadalajara.

### Incursión artística y consagración
Sus hermanas fueron las primeras en dedicarse a las artes, Esperanza eligió el ballet y era segunda tiple (bailarina que baila en medio de una obra) mientras que Elvira se especializó en el canto. Por su parte, Victoria comenzó su carrera artística primeramente en las carpas, teniendo sus comienzos en el Teatro-Salón Margo (hoy Teatro Blanquita) y en presentaciones en el Teatro Follies Bergere, en los cuales aún estaba indecisa de continuar dentro del mundo del entretenimiento, pues en su lugar quería convertirse en costurera. Sin embargo, la empresaria de una de las carpas en las que se presentaba logró convencerla para que comenzara a cantar, algo que al principio pensaba que no sabía hacer, pero al recibir la aceptación del público optó por seguir con su trayectoria como artista. Dicho por ella, su primer sueldo fue de tres pesos y aunque era muy poco dinero, decidió tomarlo puesto que su familia era extremadamente pobre y no tenían lo suficiente para pagar la vivienda donde vivían, ni tampoco para poder comer.

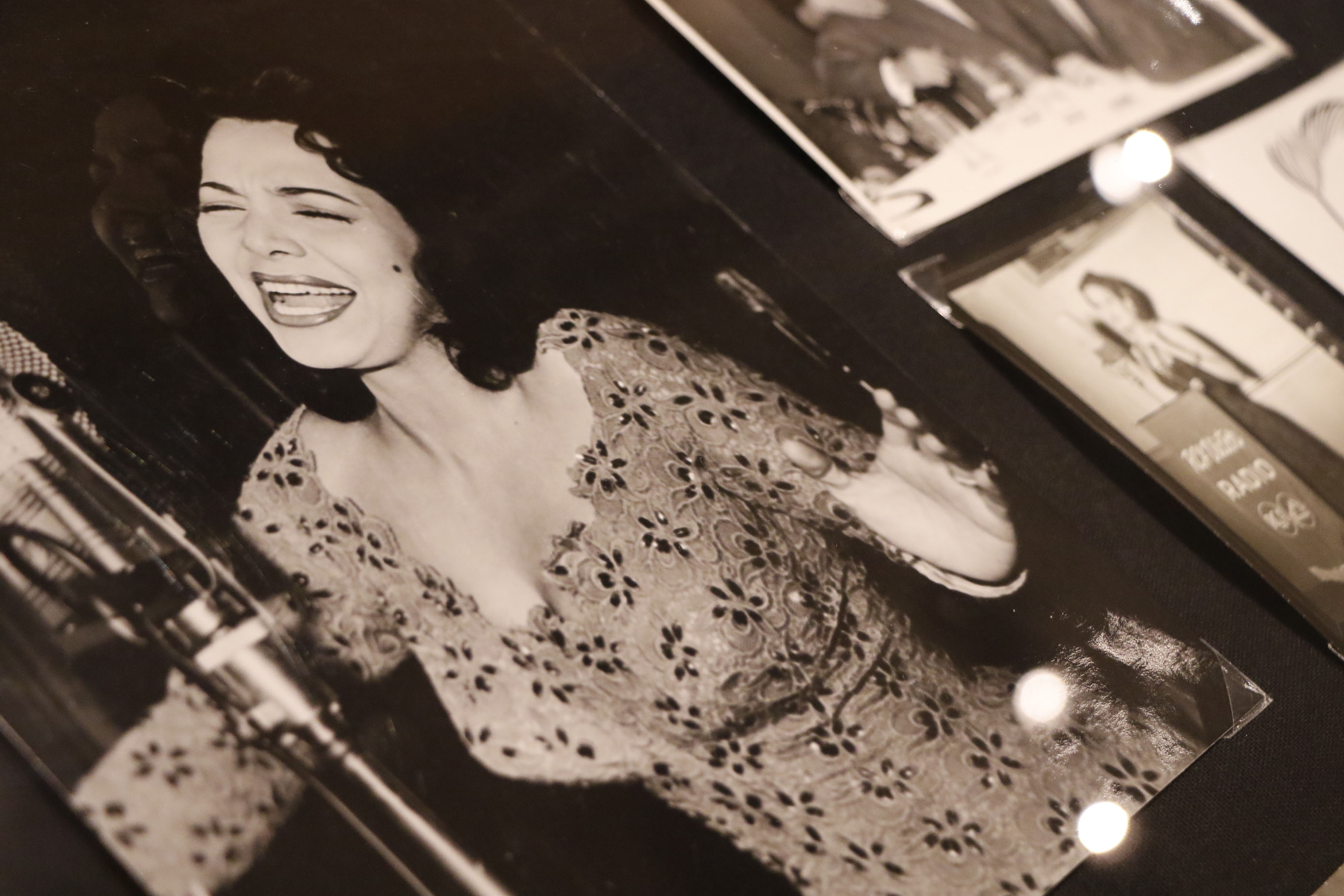
Cantando para la estación W Radio, en los años cincuenta.

Su oportunidad de llegar a la fama y el reconocimiento la obtuvo cuando conoció al compositor Luis Arcaraz después de que la contactara para que se presentara a cantar en un show del ventrílocuo Paco Miller. Ambos fueron presentados gracias a unos argentinos que trabajaban para W Radio, donde ella había laborado con el nombre de Toya Gutiérrez. Seguido de esto, su carrera como cantante tomo rumbo dentro de los cabarets, comenzando en Las mil y una noches para después llegar a El Patio. Este último era uno de los mejores centros nocturnos de esa época. Ahí fue contratada por Don Vicente Miranda, el dueño del establecimiento, esto a pesar de que los colegas del mismo le dijeran que no lo hiciera porque solamente era una «carpera y no era posible que estuviera en un cabaré tan elegante con fama de no dejar entrar a ningún fachoso». Una vez dentro, su paga aumentó a trescientos pesos e incluso conoció a Agustín Lara y a Germán Valdés «Tin Tan». Sin embargo, había ocasiones en que era eliminada de los itinerarios en los actos a presentar, pues tenía 17 años y aún era menor de edad para estar en los cabarets, y también se le prohibió hacer algunas giras internacionales por la misma razón, aunque de igual forma había personas que no querían contratarla dado que la percepción que tenían de ella era la de ser una simple «carpera». A pesar de ser un pensamiento con tonalidad de insulto, esto último no le molestaba porque siempre sintió orgullo de sus inicios y le daba la satisfacción de ser reconocida de alguna forma. Los géneros que interpretaba eran bolero y pop, y con el pasar del tiempo y una vez alcanzada su mayoría de edad, llegó a grabar un total de 16 álbumes de estudio, 13 álbumes recopilatorios, 15 EPs y 39 sencillos. Sus cuatro primeros sencillos los produjo en 1950 y fueron Mentira, Soy feliz, Estoy a solas, y Todavía no me muero; su primer EP fue de 1951 y llevó el nombre en inglés de Latin America-vol. 1; su primer álbum del que se tiene registro lo lanzó en 1957 y también tuvo un título en inglés, Mexican sweetheart; el primer álbum recopilatorio que hizo lo publicó en 1964 con el nombre Los grandes éxitos de María Victoria; y finalmente su último trabajo musical conocido vio la luz en 2021, y fue una nueva grabación de su tema Cuidadito, Cuidadito en colaboración con el trío de música Cumbia Pedregal. Gracias a la imagen imponente que mostraba a la hora de estar frente al público, así también como por la manera en que cantaba y sus vestuarios, llegó a ser apodada como «la vampiresa», «pujiditos», «la morenaza mexicana», «la Sirena que canta», y «la Sirena de México», y además se le catalogó como un prominente símbolo sexual de mediados del siglo veinte.
La buena recepción de su música y del público de los centros nocturnos en los que trabajaba, le permitió empezar una carrera cinematográfica, y de esta forma en 1942 comenzó las grabaciones de Canto a las Américas, su primera película lanzada en 1943. De ahí en adelante sus intervenciones en el cine se desarrollaron durante el transcurso de la Época de Oro del cine mexicano, destacando en cintas como Mujeres de teatro (1951), Por qué peca la mujer (1952), Del rancho a la televisión (1953), Había una vez un marido (1953), Al son del charlestón (1954), Estoy taan enamorada (1954), Viva la juventud! (1956), y Pensión de artistas (1956).

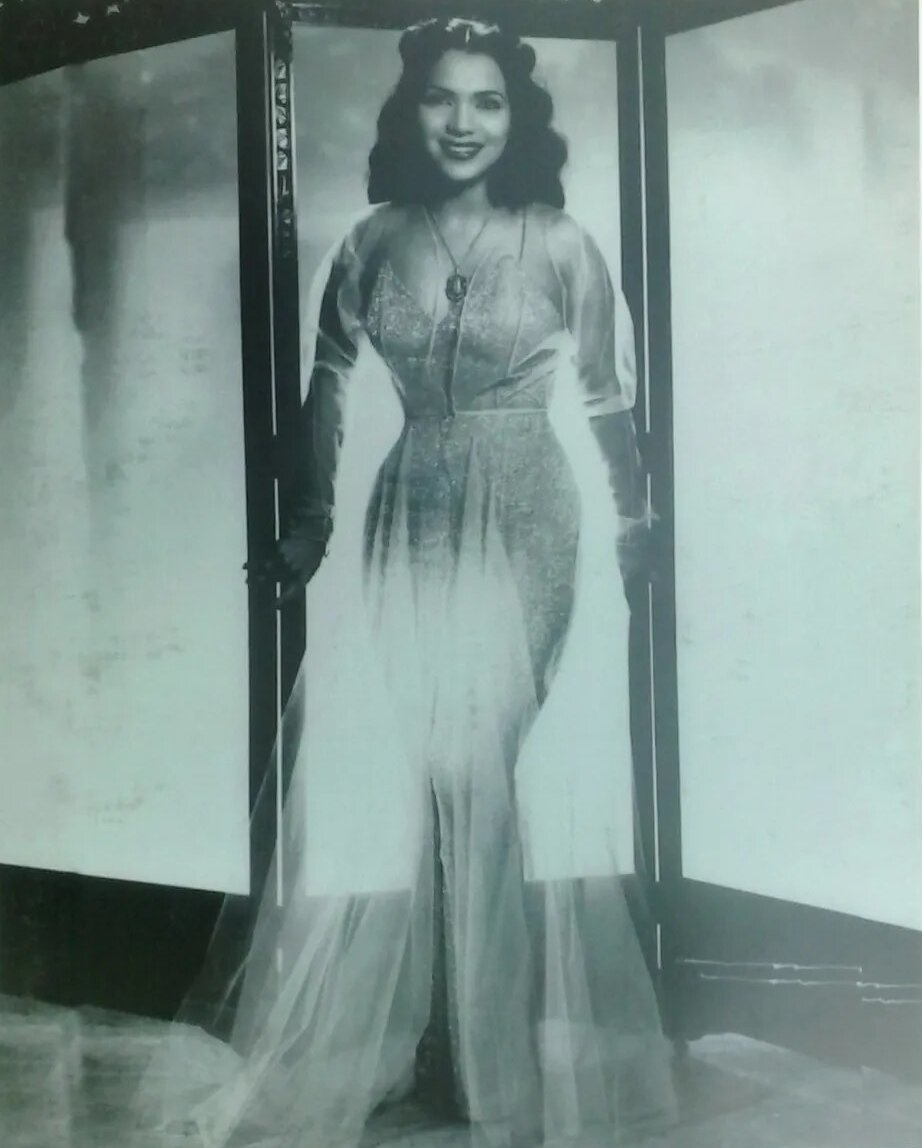
Fotografiada en la década de los cincuenta. Como se aprecia, sus vestidos solían ser ceñidos, lo que le permitía realzar su atractivo físico.

En 1958, el Teatro-Salón Margo donde trabajó durante casi 10 años con entradas agotadas, fue demolido por órdenes gubernamentales de Ernesto Uruchurtu Peralta, quien argumentó que este no cumplía con las reglas de seguridad necesarias para poder seguir en funcionamiento. Aunque otra historia relata que la demolición se debió a que el político pensaba que todo lo que presentaban en el lugar era «corriente, vulgar y de peladaje», a esto se le añadió las constantes críticas que Victoria recibía por la vestimenta ceñida que utilizaba para presentarse. De acuerdo a ella, sus vestidos solían ser bastante pegados a su cuerpo porque eran hechos por una modista que le cocía ropa muy barata y le permitía pagarle en abonos, pues estaba consciente de la pobreza en que ella vivía, al punto de ni siquiera tener ropa para poder hacer sus presentaciones. Esto no le importó a las mujeres de la llamada liga de la decencia, un grupo con ideas muy conservadoras que reinaba en su época, quienes le prohibieron a la cantante hacer discos, obras teatrales, y otras actividades relacionadas con el mundo artístico. Las integrantes de esa comunidad pensaban que cuando cantaba era «muy sexy para los hombres» y los «invitaba» al sexo, razón por la cual la llamaban «mujer provocativa». No obstante, se convirtió en una pionera de las prendas ajustadas al ser una de las primeras personas en México en utilizar ropa de ese tipo, pese a vivir en una era en el país en la que era mal visto vestir así.
Para la década de los sesenta, volvió a hacer historia siendo una de las primeras artistas en empezar a realizar trabajos para la televisión, iniciando en 1962 con su debut televisivo en el programa Domingos Herdez. Probablemente iniciando transmisiones en 1963, se consagró con la serie La criada bien criada, donde interpretó al personaje de la empleada doméstica Inocencia de la Concepción de Lourdes Escarabarzaleta de la Barquera y Dávalos Pandeada Derecha, papel que había sido rechazado por varias actrices dado que debían personificar a una sirvienta. Ella lo aceptó a pesar de las burlas que le hacían otras colegas, sin saber el éxito y reconocimiento que tendría por parte del público tiempo después. La emisión tuvo sus últimas transmisiones en 1980, y en sus primeros nueve años al aire, se hizo una película que llevó el mismo nombre de la serie y se estrenó en 1972, y siete años más tarde se lanzó otra en 1979 con el título de La criada maravilla. Este personaje estuvo basado en Paquita Pérez, una caracterización que había interpretado por primera vez en 1954 en la cinta Maldita ciudad (un drama cómico), y luego en los filmes de 1955 Los paquetes de Paquita y Cupido pierde a Paquita. 29 años más tarde, volvió a personificar a Paquita en la serie Las travesuras de Paquita de 1984.
Una vez lograda su consagración artística, se dio el tiempo para tener una hija con Manuel Gómez, un hombre que trabajaba en los cabarets donde ella se presentaba. Los familiares de Manuel no la querían ya que era artista y tenían inculcado que las artistas eran muy convenencieras y sinvergüenzas porque tenían relaciones con cualquiera. A la niña la bautizaron con el nombre de María Esther «Teté» Gómez. Luego de concluir ese amorío, comenzó otro con el cantante y locutor Rubén Zepeda Novelo, a quien conoció en el programa de televisión Revista musical Nescafé. En fecha desconocida se casaron, y de su unión procrearon dos hijos; Alejandro Zepeda Cervantes y Rubén Zepeda Cervantes. El amor que se tenían era muy fuerte, mismo que les permitió permanecer juntos hasta que la muerte los separó cuando Novelo falleció en 1974. Tras su muerte, nunca volvió a casarse y tampoco tuvo interés amoroso por otra persona. Considerándose a sí misma como una persona muy católica, destacó por su gran devoción a la Virgen de Guadalupe, pues desde la muerte de su esposo Rubén, inició la tradición de ir el 12 de diciembre de cada año a la Basílica de Guadalupe para cantarle una canción a la imagen de esta Virgen, especialmente porque es la fecha en que se le venera y se le realizan varios festejos.
En 1984 debutó en la telenovela La pasión de Isabela, su primer trabajo en este tipo de emisiones, mismas que continuó haciendo en los noventa con Baila conmigo, María José, y Desencuentro. A la par de lo mencionado, en las dos últimas décadas del siglo veinte destacó en el cine por las películas Unos granujas decentes también conocida como Sor Metiche de 1980, una producción hispanomexicana que le otorgó su primer premio Diosa de Plata de PECIME en 1981, en la categoría a mejor actriz de comedia, Welcome Maria de 1986, una producción mexicanoestadounidense, y Las mil y una aventuras del metro de 1993, su última cinta completada.

### Proyectos posteriores y retiro

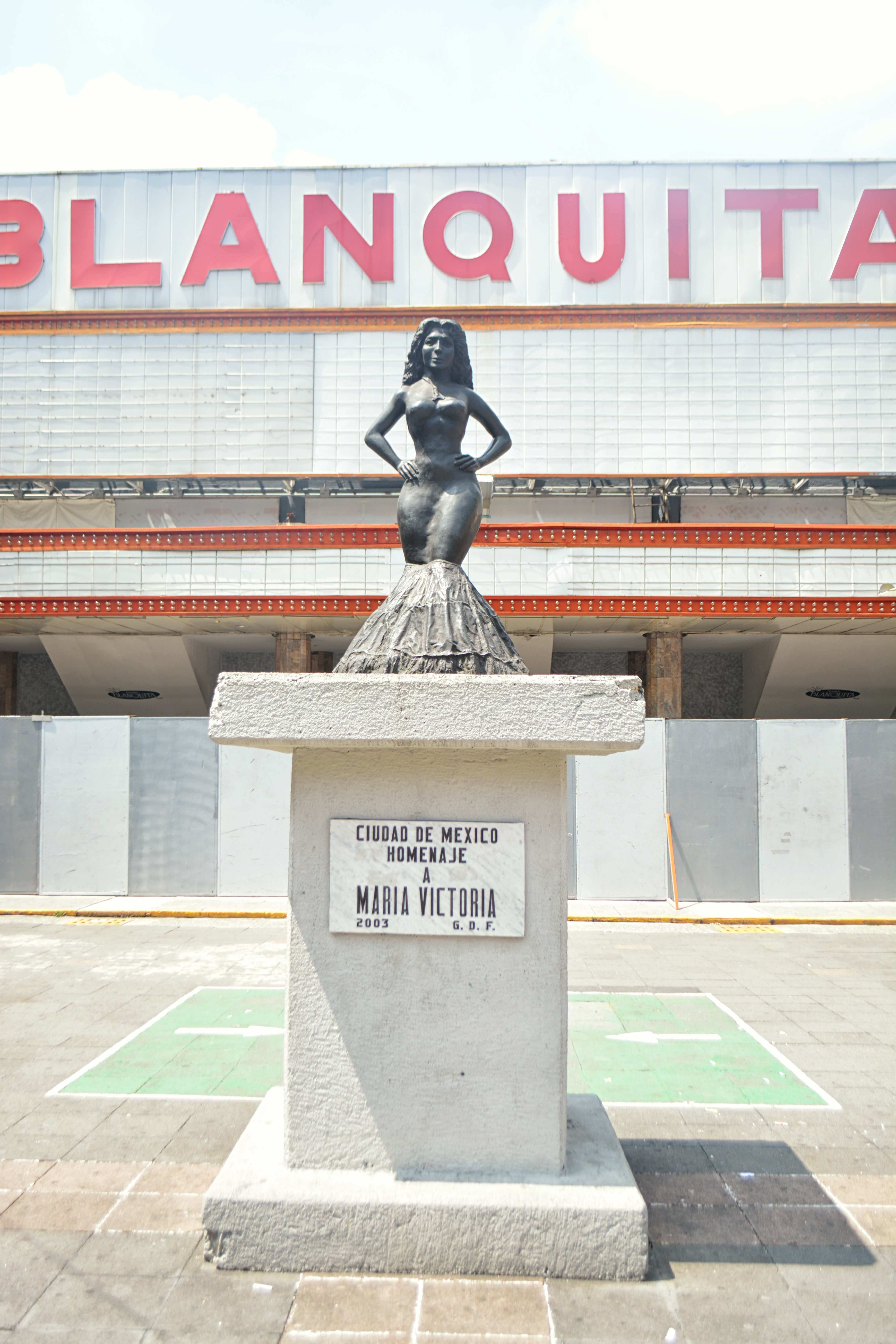
Monumento a María Victoria frente al Teatro Blanquita, fotografiado en 2016.

Iniciado el siglo veintiuno, sus intervenciones finales en televisión incluyeron una aparición con su personaje de la sirvienta Inocencia en el programa de comedia La hora pico en 2002, la telenovela De pocas, pocas pulgas de 2003, algunos episodios de la serie antológica Mujer, casos de la vida real en 2006, y finalmente su último trabajo grabado para el público, la telenovela Sortilegio de 2009. Como tributo, en 2003 se le develó un monumento en la explanada del Teatro Blanquita, mismo que se le hizo por ser el lugar en el que debutó y por las muchas presentaciones que realizó en él, y en 2006 se le dio el premio Diosa de Plata Especial de PECIME por trayectoria artística.
Tras un largo periodo de tiempo alejada de la actuación, de 2011 a 2013 hizo un breve regreso participando en la obra de teatro Perfume de Gardenia. Luego de esto, pasó a retirarse completamente del medio artístico, solamente apareciendo públicamente en algunos eventos y emisiones especiales, como las Mañanitas a la Virgen de Guadalupe; como parte de los programas anuales de Televisa, o el programa El minuto que cambió mi destino en 2021, en el que fue entrevistada por el periodista Gustavo Adolfo Infante. Cabe destacar que en 2015 se preparó para grabar la que sería su última película The Fifth Sun, una producción estadounidense grabada en México dirigida por Gabriel Retes, la cual quedó en preproducción debido a que este último falleció el 20 de abril de 2020; desconociéndose si fueron grabadas algunas partes del filme y se estrenarían a futuro, o si quedó como un proyecto inconcluso del fallecido director de cine. Adicionalmente, en 2020 compartió que su hijo Rubén Zepeda se encontraba preparándole su propia serie de televisión biográfica, en la que habría sido interpretada por la también actriz y cantante Aracely Arámbula, pero como en años posteriores no se volvió a hablar acerca de la serie, no se informó si ya habían comenzado a grabarla, y tampoco se dio una fecha estimada de estreno, se dio por hecho que había sido cancelada.

## Filmografía

### Cine
| Año  | Título                               | Papel                                                                                           | Notas                                    |
| ---- | ------------------------------------ | ----------------------------------------------------------------------------------------------- | ---------------------------------------- |
| 1943 | Canto a las Américas                 | Guillermina                                                                                     | Acreditada como María Victoria Gutiérrez |
| 1951 | Serenata en Acapulco                 | Cantante                                                                                        |                                          |
| 1951 | Amor perdido                         | María Victoria                                                                                  |                                          |
| 1951 | Monte de piedad                      | Cantante                                                                                        | No acreditada                            |
| 1951 | Puerto de tentación                  | Cantante                                                                                        |                                          |
| 1951 | Mujeres de teatro                    | María Victoria                                                                                  |                                          |
| 1952 | Por qué peca la mujer                | Graciela                                                                                        |                                          |
| 1952 | Cuando los hijos pecan               | Personaje desconocido                                                                           |                                          |
| 1952 | Póker de ases                        | Cantante                                                                                        |                                          |
| 1953 | Del rancho a la televisión           | Graciela del Mar                                                                                |                                          |
| 1953 | Había una vez un marido              | Nelly                                                                                           |                                          |
| 1953 | La mujer desnuda                     | María Victoria                                                                                  |                                          |
| 1953 | Sí, mi vida                          | Cantante                                                                                        |                                          |
| 1954 | Al son del charlestón                | María                                                                                           |                                          |
| 1954 | Solamente una vez                    | Personaje desconocido                                                                           |                                          |
| 1954 | Maldita ciudad (un drama cómico)     | Paquita                                                                                         |                                          |
| 1954 | Estoy taan enamorada                 | María                                                                                           |                                          |
| 1955 | Los paquetes de Paquita              | Paquita Pérez                                                                                   | Acreditada como Maria Victoria «Paquita» |
| 1955 | Cupido pierde a Paquita              | Paquita                                                                                         | Acreditada como Maria Victoria «Paquita» |
| 1956 | Una movida chueca                    | Cantante                                                                                        |                                          |
| 1956 | Viva la juventud!                    | Lupe                                                                                            |                                          |
| 1956 | Pensión de artistas                  | María Victoria                                                                                  |                                          |
| 1957 | Muertos de risa                      | Lupita                                                                                          |                                          |
| 1958 | Pepito y los robachicos              | Toyita (María Victoria)                                                                         |                                          |
| 1958 | Música en la noche                   | Personaje desconocido                                                                           |                                          |
| 1958 | Mientras el cuerpo aguante           | Juanita                                                                                         |                                          |
| 1959 | Cada quién su música                 | Personaje desconocido                                                                           |                                          |
| 1961 | Tres balas perdidas                  | Cristina                                                                                        |                                          |
| 1965 | Cucurrucucú Paloma                   | Cantante                                                                                        | No acreditada                            |
| 1965 | Los fantasmas burlones               | Personaje desconocido                                                                           |                                          |
| 1972 | La criada bien criada                | Inocencia de la Concepción de Lourdes Escarabarzaleta de la Barquera y Dávalos Pandeada Derecha |                                          |
| 1979 | Rocky Carambola                      | María                                                                                           | Acreditada como Maria Victoria           |
| 1979 | La criada maravilla                  | Margara / María Victoria                                                                        |                                          |
| 1980 | A fuego lento                        | Personaje desconocido                                                                           |                                          |
| 1980 | Unos granujas decentes / Sor Metiche | Sor Metiche                                                                                     | [ 54 ]                                   |
| 1981 | Las noches del Blanquita             | Ella misma                                                                                      | Acto musical interpretando «Así así»     |
| 1983 | Teatro Follies                       | Personaje desconocido                                                                           |                                          |
| 1986 | Welcome Maria                        | Maria                                                                                           | Producción mexicanoestadounidense        |
| 1993 | Las mil y una aventuras del metro    | Personaje desconocido                                                                           |                                          |

### Televisión
| Año       | Título                                        | Papel                                                                                           | Notas                                 |
| --------- | --------------------------------------------- | ----------------------------------------------------------------------------------------------- | ------------------------------------- |
| 1962      | Domingos Herdez                               | Personaje desconocido                                                                           |                                       |
| 1964      | Enigma                                        | Personaje desconocido                                                                           |                                       |
| 1964      | Premier Orfeon                                | Personaje desconocido                                                                           | Tres episodios                        |
| 1966      | Estudio 1                                     | Muchacha 1ª                                                                                     | Acreditada como Mª Victoria Villanova |
| 1969-1980 | La criada bien criada                         | Inocencia de la Concepción de Lourdes Escarabarzaleta de la Barquera y Dávalos Pandeada Derecha |                                       |
| 1980      | Mis huéspedes                                 | Inocencia de la Concepción de Lourdes Escarabarzaleta de la Barquera y Dávalos Pandeada Derecha |                                       |
| 1984      | La pasión de Isabela                          | Personaje desconocido                                                                           |                                       |
| 1984      | Las travesuras de Paquita                     | Paquita Pérez                                                                                   |                                       |
| 1985      | Salón de belleza                              | Personaje desconocido                                                                           |                                       |
| 1992      | Baila conmigo                                 | Refugio                                                                                         |                                       |
| 1995      | María José                                    | Pachita                                                                                         |                                       |
| 1997-98   | Desencuentro                                  | Julia                                                                                           |                                       |
| 1999      | Cuento de Navidad                             | Inocencia                                                                                       | Miniserie                             |
| 2000      | Siempre te amaré                              | Columba Sánchez                                                                                 |                                       |
| 2002      | La hora pico                                  | Inocencia                                                                                       |                                       |
| 2003      | De pocas, pocas pulgas                        | Inés                                                                                            |                                       |
| 2006      | Mujer, casos de la vida real                  | Varios personajes                                                                               | Seis episodios                        |
| 2009      | Sortilegio                                    | Felipa García / Felipa                                                                          |                                       |
| 2021      | El minuto que cambió mi destino               | Ella misma                                                                                      | Entrevista                            |
| 2021      | Mañanitas a la Virgen de Guadalupe (Televisa) | Ella misma                                                                                      | Presentación musical                  |
| 2022      | Mañanitas a la Virgen de Guadalupe (Televisa) | Ella misma                                                                                      | Presentación musical                  |
| 2023      | Mañanitas a la Virgen de Guadalupe (Televisa) | Ella misma                                                                                      | Video de archivo                      |

### Teatro
| Año     | Título              | Papel      |
| ------- | ------------------- | ---------- |
| 2011-13 | Perfume de Gardenia | Ella misma |

## Premios y nominaciones

### Diosas de Plata PECIME
| Año  | Categoría                                         | Trabajo nominado                                  | Resultado | Ref.   |
| ---- | ------------------------------------------------- | ------------------------------------------------- | --------- | ------ |
| 1981 | Mejor actriz de comedia                           | Unos granujas decentes / Sor Metiche              | Ganadora  | [ 42 ] |
| 2006 | Diosa de Plata Especial por trayectoria artística | Diosa de Plata Especial por trayectoria artística | Ganadora  | [ 43 ] |

### Premios TVyNovelas
| Año  | Categoría            | Trabajo nominado       | Resultado | Ref.   |
| ---- | -------------------- | ---------------------- | --------- | ------ |
| 2003 | Mejor primera actriz | De pocas, pocas pulgas | Nominada  | [ 47 ] |

### Premios Califa de Oro
| Año  | Por                     | Ref.   |
| ---- | ----------------------- | ------ |
| 2009 | Trayectoria como actriz | [ 60 ] |

### Otros
- Alas de Cuauhtémoc, por su trayectoria artística (2024)[61][62]